# Sabana Grande (Porto Rico)
Pour les articles homonymes, voir Sabana Grande.
La municipalité de Sabana Grande, sur l'île de Porto Rico (Code International : PR.SB) couvre une superficie de 93 km² et regroupe 22 729 habitants en 2020.